# 329 TCN
329 TCN là một năm trong lịch La Mã.